# Memento Mori (Csillagkapu)

## Ismertető
| Figyelem: Itt a Csillagkapu 10. évadjának cselekményét vagy a végkifejletet is olvashatod. |

Vala pincérnőként egy vendéglőben dolgozik, és épp felveszi egy család rendelését, amikor két férfi betör az üzletbe, és felszólátják a vendéglőket, hogy értékeiket adják át nekik. Kijelölik Valat, hogy gyűjtse össze ezeket a vendégektől. De Vala hirtelen, mintegy reflexszerűen, pillanatok alatt lefegyverzi, és ártalmatlanná teszi a két rablót.
A következő jelenet három héttel korábban játszódik egy elegáns étteremben. Vala és Daniel vacsorához készülődik, és Vala azzal szekálja Jacksont, hogy a találkozó biztosan randevúnak számít. Daniel zavartan mentegetőzik, és próbálja elhitetni Valaval, hogy ez csak baráti vacsora, majd elmondja, hogy ezt a találkozót azért szerezte meg, hogy megköszönje Valanak, hogy megjavult, és a CSK-1 csapatához szeretne tartozni.
Ezután Vala elmegy a mosdóba, ahol egy férfi már vár rá, és elkábítja, majd a pincér orra előtt kiviszi a lányt az épületből. A pincér Danielhez visszatérvén elmondja, hogy Valat kikísérték, mert rosszul lett, erre Jackson rosszat sejtve, a lány keresésére indul. Elkésik, mire kiér az étteremből, addigra Valat már egy kocsiba tuszkolják, és elrobognak a helyszínről.
A lány egy raktárszerű helyiségben ébred, ahol egy idegen eszközre csatlakoztaják. Megjelenik Athena,  egy Goa’uld, aki a Trösztbeli kapcsolatai segítségével raboltatta el Valat. A múltban Vala egykori gazdatestje, Qetesh, Athena szövetségese volt, és a két Goa'uld együtt tervezett elrabolni egy tárgyat, ami megmutathatja az Ősök által elrejtett kincs lelőhelyét. A Valara csatlakoztatott szerkezet arra szolgál, hogy lány tudatalattijából előhozza Qetesh emlékeit, köztük a megtalált kincs lelőhelyét.
Eközben Mitchell, Teal'c, Carter és Daniel több titkos Tröszt-rejtekhelyről kap információt, és elkezdik végigkutatni több CSK csapat segítségével a helyeket. Az egyik csapat rá is talál Valara, de a kibontakozott harcban az idegen eszköz zattalálatot kap, így zárlatos lesz, és törli Vala memóriáját. A legtöbb ember meghal, amikor a Tröszt védelmi rendszere felrobbantja a titkos rejtekhelyet, de Vala elmenekül.
A CSKP-ra visszatérve, Daniel kihallgatja az egyetlen túlélőt, aki a Tröszt embere, de az nem akar vallani. Ekkor Teal'c veszi át a kihallgatást, aki súg valamit a fogolynak, aki erre vallani kezd. Kiderül, hogy Vala miért szökött meg, és miért nem emlékszik feltehetőleg semmire.
Eközben Vala a városban bolyong, és éhségében bemegy egy étterembe. Fizetés helyett megpróbál meglógni, de a tulajdonos elkapja. Vala bevallja, hogy semmire sem emlékszik, és azt is, hogy nincs semmije és senkije, erre a tulajdonos munkát ajánl a lánynak.
Vala már két hete dolgozik pincérnőként, amikor megtörténik a rész elején látott rablási kísérlet. A támadók hatástalanítása után Valat egy törzsvendég rendőr bekíséri az örsre, és megpróbálja azonosítani. A lány nem árul el semmit, ezért a rendőrségi informatikai rendszerbe feltesznek egy azonosítási kérelmet.
A kérelmet veszik a CSKP-n is, és Siler megmutatja a tábornoknak, akik érte küldi Carteréket. A rendőrségre meg is érkezik a CSK-1 csapata, de kiderül, hogy előttük egy perccel már elvitte Valat egy Carter néven bemutatkozott tiszt. A CSK csapat üldözésre készül, de autójuk beszorul egy rendőrautó mögé, így Mitchell lefoglal egy motort, és egyedül indul útnak a Tröszt autója után.
Eközben Vala megtámadja az őt szállító autó sofőrjét, így az autó hatalmasat borul, és az odaérkező Mitchellt meglövi a Tröszt egyik embere. Vala fegyvert szerez, amit Mitchellre szegez, és elmenekülnek egy segíteni akaró civil autójával.
A CSKP kinyomozza, hol van Mitchell (a bőre alá rejtett adóvevővel), aki eközben hasztalan magyarázza Valanak a saját és csapatja történetét; a lány nem hisz neki. A kiérkező CSK-1 csak Mitchellt találja meg levetkőztetve, és Vala gyalog menekül tovább.
A lány egy rendőrautót látva a közeli raktárba menekül. A rendőrség értesíti a körözés alatt álló lányról a Légierőt (ezen belül a CSKP-t), így Mitchellék elindulnak a raktár felé. A Tröszt, amely lehalgatta ezt az értesítést, szintén oda tart, így hamarosan kitör a harc a CSK-1 és a Tröszt emberei között.
A CSK csapat kis idő után semlegesíti a támadókat, miközben Vala megpróbál elmenekülni, hogy véglegesen eltűnjön. A kijáratnál azonban eléje áll Daniel, aki elmondja, hogy Vala egész életében menekült, és nem engedi, hogy ez újra elkezdődjön. A lány emlékei visszatérnek, és boldogan öleli át Danielt.
A történet végén Landry tábornok átnyújtja Valanak a CSKP jelzéseit, így a lány ezzel hivatalosan is a CSK-1 tagja lett. Vacsorával tervezik a megünnepelését, így a lány odaveti Jacksonnak, hogy a randijuk így ezúttal nem lesz folytatva. Daniel zavartan bizonygatja, hogy a három héttel ezelőtti eset sem az, de a CSKP jelen lévő tagjai arcukon gúnyos mosollyal elszivárognak, egyedül hagyva a szavait kereső Danielt.

## Érdekességek
- A rendőrségen Vala saját névként Valerie Todad-ot mond be, miután a falon meglátja a rendőr gyermekének rajzát, amire a kisgyerek ráírta a „To Dad” (Apunak) szöveget
- A jelenetben, ahol Michael egy fekete Sedant üldöz, mely elrabolta Vala-t a rendőrségről, az autópályai lehajtón a „Surrey” és a „Ladner” felirat látható, melyek Vancouver (ahol a sorozatot forgatják) külvárosai. Ettől a részlettől eltekintve a jelenet tökéletes lett volna, hiszen a készítők a lehető legtöbbet megtették, hogy az epizód hihető legyen: például az autópályán lévő autók mindegyikén coloradói rendszám van, ahol a Csillagkapu Parancsnokság található.

## Külső hivatkozások
- Stargate Wiki link (angolul)